# شما مردم
شما مردم (به انگلیسی: You People) فیلمی محصول سال ۲۰۲۳ و به کارگردانی کنیا بریس است. در این فیلم بازیگرانی همچون جونا هیل، لورن لندن، دیوید دوکاونی، نیا لانگ، جولیا لوئی درایفوس، ادی مورفی، مالی گوردن، آندرئا سوج، الیوت گولد، رئا پرلمان، مایک اپس، لا لا آنتونی، برایان گرینبرگ، مت والش، هل لیندن، ریچارد بنجامین، آنتونی اندرسون، راب هیوبل، دیون کول و کیم ویتلی ایفای نقش کرده‌اند.